# Badnerlied

Escudo de armas de Baden.

El Badnerlied (‘Canción del Pueblo de Baden’) es un himno no oficial del anterior estado de Baden, ahora parte de Baden-Wurtemberg.

## Origen
La canción fue adaptada en torno a 1865 de un himno similar de alabanza de Sajonia, que ahora es desconocido. Los puntos de referencia para la datación del Badnerlied son la mención de la fortaleza de Rastatt (una de las fortalezas confederadas) y la industrialización de Mannheim. La estrofa Alt-Heidelberg, Du feine tiene su origen en el poema Trompeter von Bad Säckingen (El trompetista de Bad Säckingen), escrito entre 1852 y 1854 por el escritor residente en Baden Joseph Victor von Scheffel.
La primera versión impresa del Badnerlied con sus cinco estrofas aparece en 1906, en el libro de canciones militares del 5º regimiento de infantería de Baden (Marschlieder des 5. badischen Infanterieregiments Nr. 113) de Karl Pecher.

## Significación
En la década de 1920, se habló de hacer la canción el himno oficial de Baden, pero no hubo ningún resultado. La popularidad de la canción fue relanzada en la década de 1950, a raíz de la absorción de Baden en el nuevo estado de Baden-Wurtemberg, que aún permanece impopular entre algunos de sus habitantes; desde entonces permanece como el himno regional más popular en el suroeste de Alemania.
El Badnerlied es un himno que se escucha en los equipos locales regionales de fútbol, como el SC Freiburg, el Karlsruher SC o el 1899 Hoffenheim, pero también en otros contextos. Las cuatro primeras estrofas son las más conocidas; la quinta (Der Bauer und der Edelmann...) es menos conocida.

## Variaciones
El orden de las estrofas también está sujeto a cambios, particularmente el intercambio de la segunda y la cuarta estrofa. Otras pequeñas variaciones existenː en muchos casos steht es sustituido por ist, por ejemplo, In Rastatt ist die Festung se convierte en In Rastatt steht die Festung.
Se han escrito muchas estrofas adicionales. Particularmente populares son aquellas que tienen que ver con regiones específicas o ciudades, así como aquellas despectivas con Suabia.
Rothaus, la fábrica de cerveza de Baden, tiene su propia modificación, reemplazando In Rastatt ist die Festung por In Rothaus ist die Brauerei. Esto es especialmente plausible en el caso de los equipos de fútbol patrocinados por la cervecera. No es el caso de SC Freiburg; el Karlsruher SC muestra en pantalla el texto completo, pero el audio difiere.

## Texto
| Letra en alemán | Traducción literal |
| Verso 1 | Verso 1 |
| --- | --- |
| Das schönste Land in Deutschlands Gau’n, das ist mein Badnerland. Es ist so herrlich anzuschau’n und ruht in Gottes Hand.                                                     | La tierra más bella de Alemania, esa es mi tierra de Baden. Es tan magnífica de mirar y permanece en la mano de Dios                           |
| Estribillo | |
| D’rum grüß ich dich mein Badnerland, du edle Perl’ im deutschen Land, deutschen Land! frisch auf, frisch auf; frisch auf, frisch auf; frisch auf, frisch auf mein Badnerland. | Y así yo te saludo, mi tierra de Baden, la noble perla de Alemania, Alemania! Arriba, arriba; arriba, arriba! Arriba, arriba mi país de Baden! |
| Verso 2 | |
| In Karlsruh' ist die Residenz, in Mannheim die Fabrik. In Rastatt ist die Festung und das ist Badens Glück.                                                                   | El palacio está en Karlsruhe, las fábricas, en Mannheim. En Rastatt está la fortaleza y esa es la fortuna de Baden.                            |
| Verso 3 | |
| Alt-Heidelberg, du feine, du Stadt an Ehren reich, am Neckar und am Rheine, kein’ and’re kommt dir gleich.                                                                    | Antigua Heidelberg, noble ciudad, rica en honores, en los márgenes del Neckar y el Rin, no tienes igual.                                       |
| Verso 4 | |
| In Haslach gräbt man Silbererz, Bei Freiburg wächst der Wein, im Schwarzwald schöne Mädchen, ein Badner möcht’ ich sein.                                                      | La plata se obtiene en las minas de Haslach, en Friburgo crecen los viñedos, en la Selva Negra las bellas muchachas, quiero ser de Baden!      |
| Verso 5 | |
| Der Bauer und der Edelmann, das stolze Militär die schau’n einander freundlich an, und das ist Badens Ehr.                                                                    | El granjero y el noble, el orgullo del ejército, se miran amistosamente unos a otros, este es el honor de Baden.                               |